# ورم ظهاري متكلس سني المنشأ
الورم الظهاري المتكلس السني المنشأ (سي إيه أو تي) (بالإنجليزية: Calcifying epithelial odontogenic tumor) المعروف أيضًا باسم ورم بيندبورغ (بالإنجليزية: Pindborg tumor)، هو ورم سني المنشأ اكتشفه عالم الأمراض الدنماركي ينس يورغن بيندبورغ لأول مرة في عام 1955.  وُصف سابقًا على أنه ورم أرومي غداني، ورم أرومي مينائي غير عادي، ورم سني كيسي.  مثل الأورام السنية الأخرى، يُعتقد أنها تنشأ من العنصر الظهاري من أصل المينا.  وهو ورم حميد وبطيء النمو، لكنه ورم غازي.  

## الأنواع
تعتبر الأورام داخل العظم أكثر شيوعًا (94٪) من الأورام خارج العظم (6٪).  وهو أكثر شيوعًا في الفك السفلي الخلفي عند البالغين ،  عادةً في العقود الرابعة إلى الخامسة. قد يكون هناك تورم غير مؤلم، وغالبًا ما يكون متزامنًا مع سن منطمر. في التصوير الشعاعي، تظهر على شكل نفاذية شعاعية (منطقة داكنة) ومن المعروف أنها تحتوي أحيانًا على عتامة شعاعية صغيرة (مناطق بيضاء). في تلك الحالات، يوصف بأنه ذو مظهر «ثلج مدفوع». مجهريًا، هناك رواسب من مادة تشبه الأميلويد. لا تزال الطبيعة الأساسية للمادة الشبيهة بالأميلويد دون حل. 

## المظاهر السريرية
يملك الورم نوعين سريريًا، المركزي والمحيطي. يحدث النوع المركزي في الأفراد الذين تتراوح أعمارهم بين 20 إلى 60 عامًا. ثلثا الآفات تكون في الفكين العلوي والسفلي، وأكثر شيوعًا في منطقة الأضراس مع ميل إلى الحدوث في المناطق قبل الضرس.  يبدو سريريًا أنه كتلة غير مؤلمة تتضخم ببطء. في القوس العلوي يمكن أن يسبب جحوظ، ورعاف، وانسداد مجرى الهواء الأنفي. يوجد النوع المحيطي عادًة في المنطقة الأمامية للفك العلوي ويحدث على شكل تورم الأنسجة الرخوة.

## علم الانسجة
سيكشف علم أمراض الأنسجة عن جسور بارزة بين الخلايا وتغييرات نووية مثل تعدد الأشكال وفرط الأصبغة والنوية البارزة. الأشكال الانقسامية نادرة. تنتشر في جميع أنحاء الظهارة والنسيج الضام تكلسات كروية غير متبلورة.
تشمل المتغيرات الخلية الواضحة سي سي إيه أو تيه؛ خلاياها لديها سيتوبلازم واضح. معدل الإصابة منخفض، إذ أُبلغ عن 15 حالة من حالات هذا الورم.  ومع ذلك، فقد أشارت دراسة أخرى تقريبًا 8٪ من الخلايا التي تحتوي على خلايا واضحة. 
هناك حالة واحدة أُبلغ عنها في الأدب لشاب أبيض يبلغ من العمر 15 عامًا مصابًا بمتغير كيسي حقيقي لـ سي إيه أو تي. 

## تكرار حالة
معدل التكرار هو 10-15%.  أبلغ فرانكلين وبيندبورغ عن معدل تكرار قدره 14٪.  ويعتبر أن معدل تكرار الإصابة به أقل بكثير من معدل تكرار الإصابة بالورم الأرومي المينائي. إذ أُبلغَ عند تكرار الحالة أنه ورم خبيث. 

## أنظر أيضا
- أودام (جين)
- الاعتلال البروتيني
- نمو الأسنان